# Kulloja
Kulloja (Trabajador en coreano) es una revista política publicada en Corea del Norte. La revista se publicó por primera vez el 25 de octubre de 1946. Se publica mensualmente. La revista, una publicación oficial del Comité Central del 
Partido del Trabajo de Corea, se ocupa de la ciencia política.

## Editores
- Tae Song-su (octubre de 1946 – noviembre de 1947)
- Pak Chang-ok (noviembre de 1947 – marzo de 1948)
- Ki Sok-bok (marzo de 1948 – 1950)